# Canton d'Avesnes-sur-Helpe-Nord
Le canton d'Avesnes-sur-Helpe-Nord est une ancienne division administrative française, située dans le département du Nord et la région Nord-Pas-de-Calais.
À la suite du redécoupage cantonal de 2014, le canton disparait en 2015. Les communes font partie désormais des nouveaux cantons d'Avesnes-sur-Helpe et de Fourmies

## Composition
Le canton d'Avesnes-sur-Helpe-Nord se composait d’une fraction de la commune d'Avesnes-sur-Helpe et de treize autres communes. Il compte 9 122 habitants (population municipale) au 1er janvier 2012.
| Nom                           | Code Insee | Intercommunalité         | Population (dernière pop. légale)             |
| ----------------------------- | ---------- | ------------------------ | --------------------------------------------- |
| Avesnes-sur-Helpe (chef-lieu) | 59036      | CC du Cœur de l'Avesnois | Fraction : 1 967(2012) Commune : 4 662 (2014) |
| Bas-Lieu                      | 59050      | CC du Cœur de l'Avesnois | 354 (2014)                                    |
| Beugnies                      | 59078      | CC du Cœur de l'Avesnois | 633 (2014)                                    |
| Dompierre-sur-Helpe           | 59177      | CC du Cœur de l'Avesnois | 882 (2014)                                    |
| Dourlers                      | 59181      | CC du Cœur de l'Avesnois | 584 (2014)                                    |
| Felleries                     | 59226      | CC du Cœur de l'Avesnois | 1 426 (2014)                                  |
| Flaumont-Waudrechies          | 59233      | CC du Cœur de l'Avesnois | 382 (2014)                                    |
| Floursies                     | 59240      | CC du Cœur de l'Avesnois | 133 (2014)                                    |
| Ramousies                     | 59493      | CC du Cœur de l'Avesnois | 233 (2014)                                    |
| Saint-Aubin                   | 59529      | CC du Cœur de l'Avesnois | 371 (2014)                                    |
| Saint-Hilaire-sur-Helpe       | 59534      | CC du Cœur de l'Avesnois | 780 (2014)                                    |
| Sémeries                      | 59562      | CC du Cœur de l'Avesnois | 546 (2014)                                    |
| Semousies                     | 59563      | CC du Cœur de l'Avesnois | 253 (2014)                                    |
| Taisnières-en-Thiérache       | 59583      | CC du Cœur de l'Avesnois | 459 (2014)                                    |

## Carte du canton
Le canton d'Avesnes-sur-Helpe-Nord (Département du Nord, arrondissement d'Avesnes-sur-Helpe) était composé des 14 communes suivantes :
|  |  |                         | Avesnes-sur-Helpe |
|  |  | Bas-Lieu                |                   |
|  |  | Beugnies                |                   |
|  |  | Dompierre-sur-Helpe     |                   |
|  |  | Dourlers                |                   |
|  |  | Felleries               |                   |
|  |  | Flaumont-Waudrechies    |                   |
|  |  | Floursies               |                   |
|  |  | Ramousies               |                   |
|  |  | Saint-Aubin             |                   |
|  |  | Saint-Hilaire-sur-Helpe |                   |
|  |  | Sémeries                |                   |
|  |  | Semousies               |                   |
|  |  | Taisnières-en-Thiérache |                   |

## Histoire

### conseillers généraux de 1833 à 2015
| Période | Période          | Identité                     | Étiquette                         | Qualité |
| ------- | ---------------- | ---------------------------- | --------------------------------- | --- |
| 1833    | 1836             | Jean Baptist Culhat          |                                   | Sous-Préfet d'Avesnes (1830-1831), Maire d' Avesnes (1828-1830)                                                                                     |
| 1836    | 1840             | Constant George              |                                   | Propriétaire, juge de paix, maire d'Avesnes (1860-1865)                                                                                             |
| 1840    | 1848             | Désiré Hannoye               | Centre                            | Avocat, Député du Nord à l'Assemblée nationale constituante (1848-1849), Maire d' Avesnes (1848)                                                    |
| 1848    | 1852             | Edmond Pillot (1802-1854)    |                                   | Avoué à Avesnes |
| 1852    | 1871             | Louis de Colnet (1809-1889)  |                                   | Propriétaire à Dompierre |
| 1871    | 1880             | Ernest Guillemin             | Républicain                       | Avocat Député (1876-1885) |
| 1880    | 1893             | Ernest Legrand               | Républicain                       | Avocat, conseiller municipal d'Avesnes |
| 1893    | 1905 (décès)     | Edouard Dubois               | Républicain                       | Publiciste à Avesnes |
| 1905    | 1928 (démission) | Alphonse Sirot               | Républicain                       | Docteur en médecine à Avesnes |
| 1928    | 1931 (décès)     | Louis Loucheur               | Gauche radicale                   | Industriel, Conseiller général du Nord du Canton de Merville (1922-1928), Député (1919-1931) Sous-secrétaire d'Etat puis Ministre (1916 à 1931)     |
| 1932    | 1940             | Léon Lahanier (1894-1956)    | SFIO                              | Négociant Maire de Saint-Hilaire-sur-Helpe (1929-1940 et 1945-1956)                                                                                 |
|         |                  |                              |                                   | |
| 1943    | 1945             | Eugène Blavet (1871-1956)    |                                   | Maître de carrière Maire d'Avesnes-sur-Helpe (1934-1944) Nommé conseiller départemental en 1943                                                     |
|         |                  |                              |                                   | |
| 1945    | 1949             | Paul Cuisinier (1912-1998)   | SFIO                              | Avocat, Avesnes-sur-Helpe |
| 1949    | 1959 (décès)     | Pierre Larivière (1897-1959) | RPF puis UNR                      | Avocat et cultivateur Maire d'Avesnes-sur-Helpe (1953-1958)                                                                                         |
| 1959    | 1967             | Pierre Lagrené (1907-1980)   | Centriste puis FGDS               | Médecin Maire d'Avesnes-sur-Helpe (1958-1963) |
| 1967    | 1985             | Arthur Moulin                | UDR puis RPR                      | Vétérinaire Député (1958-1967 et 1968-1973) Sénateur (1983-1992) Maire d'Avesnes-sur-Helpe (1971-1989)                                              |
| 1985    | 2015             | Alain Poyart                 | Union pour le Nord (RPR puis UMP) | Secrétaire général de mairie Maire d'Avesnes-sur-Helpe (1995-2014), Président de la Communauté de communes du Pays d'Avesnes, député de 1993 à 1997 |

### Conseillers d'arrondissement (de 1833 à 1940)
| Période | Période | Identité                         | Étiquette                 | Qualité |
| ------- | ------- | -------------------------------- | ------------------------- | --- |
| 1833    | 1848    | César Auguste Devise (1795-1871) |                           | Propriétaire à Avesnes                                                                                      |
|         |         |                                  |                           | |
| 1871    |         | M. Hazard                        |                           | |
|         |         |                                  |                           | |
| 1898    | 1904    | Jules Cromback (1844-1913)       | Républicain               | Garde général des forêts, filateur de laine, premier adjoint au maire d'Avesnes                             |
| 1904    | 1934    | Achille Charron (1856-1934)      | Républicain               | Industriel à Felleries                                                                                      |
| 1934    | 1940    | Charles Sandrart (1881-1963)     | Parti républicain du Nord | Maire de Felleries                                                                                          |
| 1940    |         |                                  |                           | Les conseils d'arrondissement ont été suspendus par la loi du 12 octobre 1940 et n'ont jamais été réactivés |

## Démographie
| 1962 | 1968 | 1975 | 1982 | 1990  | 1999  | 2006  | 2011  | 2012  |
| ---- | ---- | ---- | ---- | ----- | ----- | ----- | ----- | ----- |
| -    | -    | -    | -    | 8 815 | 9 182 | 9 003 | 9 219 | 9 122 |

### Pyramide des âges
Comparaison des pyramides des âges du Canton d'Avesnes-sur-Helpe-Nord et du département du Nord en 2006
| Hommes | Classe d’âge   | Femmes |
| ------ | -------------- | ------ |
| 0,3    | 90 ans et plus | 0,5    |
| 5,3    | 75 à 89 ans    | 9,4    |
| 12     | 60 à 74 ans    | 13,7   |
| 24,8   | 45 à 59 ans    | 22     |
| 21,2   | 30 à 44 ans    | 19,6   |
| 17,2   | 15 à 29 ans    | 17,5   |
| 19,3   | 0 à 14 ans     | 17,2   |

| Hommes | Classe d’âge   | Femmes |
| ------ | -------------- | ------ |
| 0,2    | 90 ans et plus | 0,8    |
| 4,3    | 75 à 89 ans    | 7,9    |
| 10,3   | 60 à 74 ans    | 11,9   |
| 19,7   | 45 à 59 ans    | 19,4   |
| 21,1   | 30 à 44 ans    | 20,1   |
| 22,6   | 15 à 29 ans    | 21     |
| 21,6   | 0 à 14 ans     | 19     |